# Дискография Елены Камбуровой
Дискография Елены Камбуровой — перечень альбомов, записанных (в том числе в сборниках) советской и российской певицей Елены Антоновны Камбуровой.

### Пластинки
- 1964 — Кругозор № 8 «Земля-Восход». Наши микрофоны на Земле. (Песня «Экипаж звездолёта „Восход“» (К. Акимов — А. Поперечный))
- 1965 — Кругозор № 2. Поёт Елена Камбурова. (Песни «Окраины» и «Песенка погонщика мулов» (Н. Матвеева, обр. К. Акимова))
- 1966 — Кругозор № 3 (Песня «А на улице апрель» (В.Берковский — Д. Сухарев, обр. К. Акимова))
- 1966 — Кругозор № 4 «Кругозор — космодрому» (Песня «А мне давно знакомо время старта» (А. Якушева))
- 1966 — «Песни Булата Окуджавы» (Песня «Король» (обр. К. Акимова))
- 1967 — Кругозор № 9 (Песня «Звёзды над тайгой» (А. Пахмутова — Н. Добронравов) дуэт с И. Кобзоном)
- 1967 — Кругозор № 11 (Песня «Маленький трубач» (С. Никитин))
- 1967 — «Песни советских композиторов» (Песня «Я верну тебе колечко» (Р. Мануков — В. Лазарев))
- 1968 — «Поёт Елена Камбурова»
- 1968 — Кругозор № 3 (Песни «Кисть художника»(Н. Матвеева) и «Новый год» (Л. Иванова))
- 1969 — Кругозор № 3 (Песня «Звёздная страна» (М. Таривердиев — Н. Добронравов))
- 1970 — «Новогодняя» (Песня «Новый год» (Л. Иванова)
- 1970 — «Весенние страдания» (Песня «Весна» (Л. Иванова))
- 1970 — Кругозор № 11 (Песня «Лилипут» (М. Минков — А. Кронгауз))
- 1970 — «Прощай, оружие!» (цикл Микаэла Таривердиева по мотивам Эрнеста Хемингуэя, стихи А.Вознесенского)
- 1970 — "Мы сами слагаем нашу биографию (Песня «Гитара и труба» (Я. Френкель — Ю. Левитанский))
- 1970 — «Удивительные звери» (Песни «Удивительная лошадь» (М. Левин — И. Егиков) и «Бесполезный крокодил» (Э. Мошковская — И. Егиков))
- 1971 — Кругозор № 7 (Песни «Старая азбука» и «Не поговорили» (Л. Критская — Ю. Левитанский, аранж. В. Свешникова))
- 1972 — «Песенки для малышей»
- 1973 — Песенка за песенкой. Песни Якова Дубравина.
- 1974 — «Елена Камбурова»
- 1974 — "Звуковые страницы детского журнала «Колобок»
- 1975 — Кругозор № 4 (Песня «Москвичи» (А. Эшпай — Е. Винокуров))
- 1975 — Кругозор № 10 «Поёт Елена Камбурова»
- 1975 — «Поёт Елена Камбурова»
- 1976 — "Песни из к/ф «Додумался, поздравляю!» (Песня «Песня о мальчишке» (Т. Хренников-М. Матусовский))
- 1978 — «Песни из к/ф на стихи Б. Окуджавы» (Песня «Капли Датского короля» (И. Шварц), из к/ф «Женя, Женечка и „катюша“»))
- 1978 — «Раздвоение календаря» Л. Кассиль (Песня «Дарим новое время» (А. Флярковский — М. Азов))
- 1979 — «Клуб и художественная самодеятельность № 1» (Песня «Баллада о новом времени» (А. Флярковский — М. Азов))
- 1980 — "Песни из к/ф «Приключения Электроника»
- 1980 — Кругозор № 8 (Песня «Мы маленькие дети» (Е. Крылатов — Ю. Энтин))
- 1980 — «Подснежники. Песни для детей»
- 1980 — Кругозор № 10 «Поёт Елена Камбурова»
- 1980 — Сказки об Италии («Пепе» и «Нунча»)
- 1981 — «Крылатые качели». Песни из к/ф «Приключения Электроника».
- 1981 — Клуб и художественная самодеятельность № 5 «Поёт Елена Камбурова»
- 1981 — Послушайте! (песни Владимира Дашкевича на стихи Ф. Тютчева, М. Цветаевой, О. Мандельштама, В. Маяковского, Ю. Кима, Энценсбергера)
- 1981 — «Песня на бис» (Песня «Не покидай меня, весна» (В. Дашкевич — Ю. Ким))
- 1981 — «От сердца и Отечества» (Песня «Песня о маленьком трубаче» (С. Никитин — В. Крылов))
- 1984 — Кругозор № 7 «Поёт Елена Камбурова»
- 1985 — Клуб и художественная самодеятельность № 24 (Песни на музыку В. Дашкевича «Бессонница» (Н. Турбина) и «Балаганчик» (А. Блок))
- 1985 — «Стадион». Рок-опера на муз. А. Градского (Женщина — Е. Камбурова)
- 1985 — «Пеппи Длинныйчулок» (Фру Лаура — Е. Камбурова)
- 1985 — «Горькая память земли» (Песня «Ёлка в январе» (И. Легин))
- 1985 — «Ника Турбина. Черновик» (Вступительное слово Е. Камбурова)
- 1985 — М. Карминский «Солдат ничего не забыл» (Песня «Красные маки» (Г. Поженян))
- 1987 — «Да осенит тишина»
- 1988 — В. Лебедев «Гардемарины, вперёд!» (Песня «Разлука» (Ю. Ряшенцев))
- 1990 — Подарок. Клуб любителей песни (Песня «Сказка» (В. Евушкина — Д. Самойлов))
- 1990 — Песни И. Ефремова из т/ф «Питер Пэн»

### Компакт-диски
- 1996 — Елена Камбурова (Пишущий Амур)
- 1997 — Дрёма (русские колыбельные песни, Inner Circle Records)
- 1999 — Капли Датского короля (Богема Мьюзик)
- 1999 — Волшебная скрипка (Богема Мьюзик)
- 1999 — Синий троллейбус (песни Булата Окуджавы, Inner Circle Records)
- 2000 — Дорога (Богема Мьюзик)
- 2001 — Любовь и разлука (переиздание альбома 1996 г., Пролог Мьюзик)
- 2001 — Людмила Иванова и Валерий Миляев «Приходит время» (Песни «Весна» и «Новый год»)
- 2001 — Песни из кинофильмов — 1 часть (Богема Мьюзик)
- 2001 — Песни из кинофильмов — 2 часть (Богема Мьюзик)
- 2001 — Агния Барто. Стихи и песни.
- 2002 — Евгений Крылатов: Песни и музыка из героических фильмов (Песня «Мы стали небом» (Е.Евтушенко) из к/ф «В небе — ночные ведьмы»))
- 2003 — Исаак Шварц «Любовь и разлука» (Песни «Любовь и разлука», «Дождик осенний» и «Нас венчали не в церкви»)
- 2005 — Романс о жизни и смерти (ВсяЭтаМузыка Продакшн)
- 2005 — Аудиокнига «Пятнадцатилетний капитан» (Е.Камбурова и В.Никулин)
- 2006 — «Последняя любовь»
- 2006 — «Это только музыка. Песни В.Евушкиной в исполнении друзей» (Песня «Река Сугаклея» (А.Тарковский))
- 2007 — Воспоминание о шарманке (песни Ларисы Критской, Мелодия и Пролог Мьюзик,)
- 2007 — Реквием (Владимир Дашкевич на стихи Анны Ахматовой, концертная запись 1989 года, ВсяЭтаМузыка Продакшн)
- 2007 — Маленький принц
- 2008 — Концерт в театре «Школа современной пьесы» (ВсяЭтаМузыка Продакшн)
- 2008 — Концерт в театре Музыки и Поэзии (DVD) (ВсяЭтаМузыка Продакшн)
- 2010 — Там вдали, за рекой… (Записи 1960—1970-х годов) (Пролог Мьюзик)
- 2010 — Страна Дельфиния (ВЭМ Продакшнс)

## Видео
- 2008 — Концерт В Театре Музыки И Поэзии (DVD-V, PAL)	(ВсяЭтаМузыка-Продакшн)	ВЭМ-П Д1/07-8[1]